# Fiat OM 40

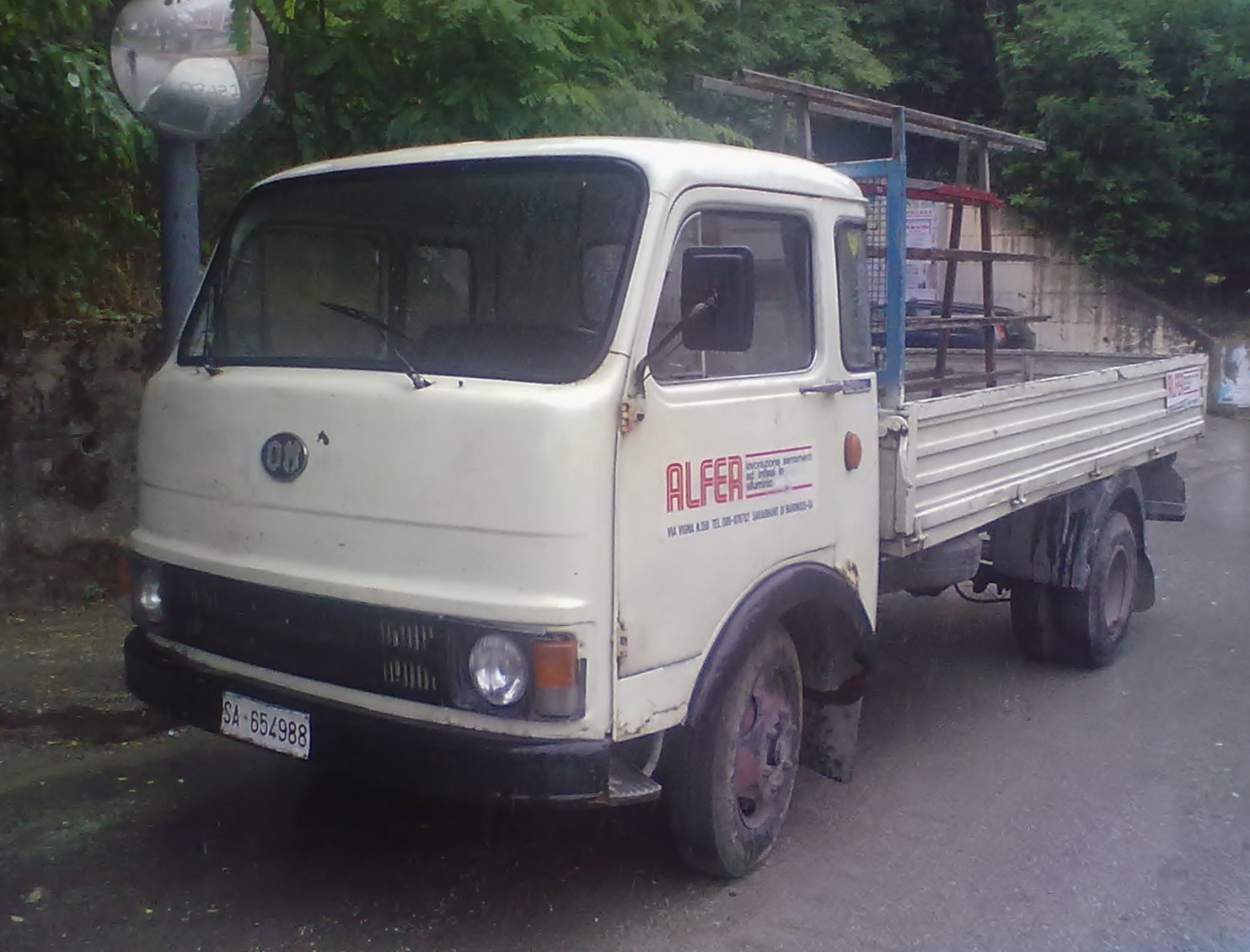
OM 40 NC

Le FIAT-OM 40, est un camion léger fabriqué par le constructeur italien OM de 1972 à 1987. Il remplace le premier modèle de la gamme OM série « zoologique » comme l'a qualifiée les routiers italiens, dans sa version OM Lupetto.

## Histoire
Après avoir lancé avec grand succès la gamme « zoologique » en 1950, le constructeur italien OM est complètement intégré dans Fiat V.I., assurant la couverture de toute la gamme de camions légérs et moyens bas, Fiat V.I. se réservant les gammes moyenne, lourde et extra lourde.
Le camion OM 40 NC est assez proche de la dernière série de l'OM Leoncino. Il conserve le moteur diesel Fiat 8040.02 de 3 456 cm3 développant 81 ch DIN, la boîte de vitesses, les freins, le robuste châssis et une grande partie de la carrosserie de la cabine. Il est vrai que la distinction n'était pas évidente pour les non spécialistes. Son châssis sert également pour les autobus de taille "midi", les premiers mobilhomes et les engins spéciaux d'aéroports.
Il est commercialisé comme véhicule d'entrée de gamme de la série « X » Fiat-OM qui comprend les modèles 50, 60, 65, 70, 75, 80, 90 et 100, série produite jusqu'en 1986 et remplacée par les Fiat-OM série « Z » baptisée Zeta et TurboZeta.
Le Fiat-OM 40 NC est commercialisé sous les marques Fiat et OM en Italie, Unic en France, Saurer en Suisse, Steyr en Autriche et Bussing puis Magirus-Deutz en Allemagne. Il est aussi fabriqué en (ex) Yougoslavie par Zastava.
Un an après son lancement, en 1973, une version plus légère et accessible avec un simple permis B (voiture), limitée à un PTAC de 3,5 tonnes, est proposée. Sa dénomination devient alors Fiat OM 40/35.

## Fiat - OM 40/35
Pour conduire le camion Fiat OM 40, il fallait détenir le permis poids lourds. Pour permettre aux artisans qui ne détenaient pas ce permis et qui avaient besoin d'un petit camion, ne serait-ce que pour remplacer les anciens OM Leoncino, Cerbiato, Lupetto, Orsetto ou Daino, dont le PTAC était compris entre 2,5 et 3,5 tonnes, en 1973, Fiat V.I. décide de faire homologuer une version du Fiat OM 40 avec un PTAC limité à 3,5 tonnes.
Ce véhicule est en tous points identique au "40 NC", châssis, moteur, boîte de vitesses etc. seule la charge utile diffère, 1.570 kg pour le "40/35" au lieu de 2.070 kg pour le "40 NC".
Le Fiat OM 40/35 a été produit en Italie dans l'usine OM de Brescia jusqu'en juin 1978, date à laquelle l'usine a été transformée pour la production du Fiat Daily. Sa production a alors été transférée en (ex) Yougoslavie, chez Zastava Kamioni qui l'a fabriqué jusqu'en 1985. Sa commercialisation s'est poursuivie en Europe, parallèlement au Fiat 616 N3, jusqu'en 1980 avant d'être définitivement remplacé par le Fiat Daily.

## Production à l'étranger

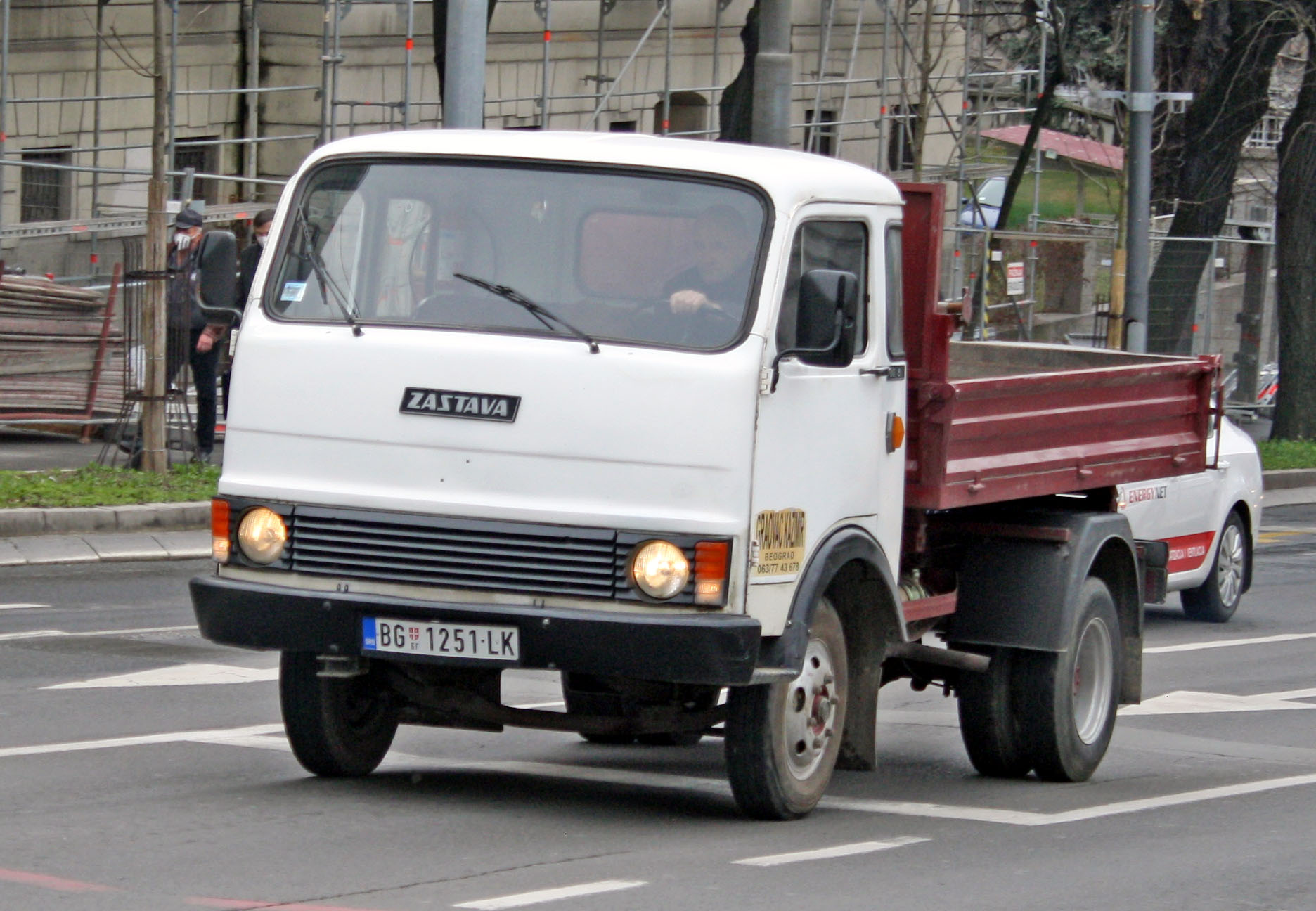
Zastava 635AN

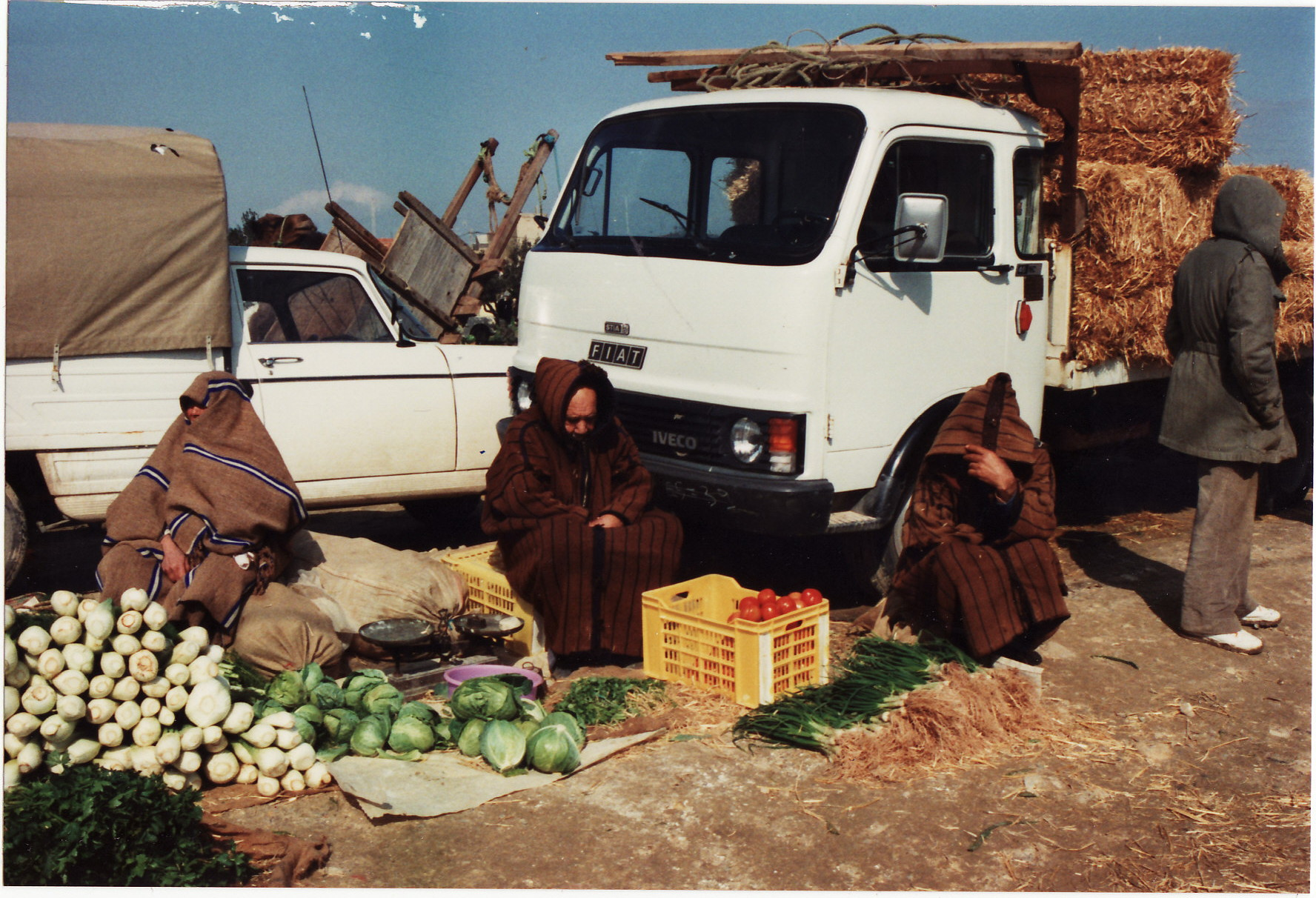
Fiat STIA 40 NC en Tunisie

### (ex) Yougoslavie
Ce camion a été fabriqué sous licence, en (ex) Yougoslavie, par Zastava Kamioni à partir de 1973 et commercialisé localement sous les appellations Zastava 615 AN, 624, 630, 635 et 640. La gamme, surnommée "OM Mali", a couvert une large plage de charge utiles, mentionnées dans le nom du véhicule. Le modèle "615 AN" avait une charge utile de 1,5 tonnes, et jusqu'à 4,0 tonnes pour le "640".
À partir du 5 Août 1978, la production de l'usine italienne OM de Brescia a été transférée en (ex) Yougoslavie, chez Zastava Kamioni. Il a été commercialisé partout en Europe par le réseau Fiat IVECO sous le nom Fiat 40/35 jusqu'en 1980 où il est définitivement remplacé par le Fiat Daily, lancé en 1978.
En Yougoslavie, la gamme Zastava "OM Mali" est restée inchangée jusqu'en 1987 et n'a cédé définitivement sa place au Fiat Daily, appelé Zastava Rival, qu'en 1985.

### Tunisie
Plusieurs modèles de la gamme Fiat OM et ensuite IVECO ont été assemblés en Tunisie par STIA. Le Fiat OM 40 NC a été assemblé localement en CKD à partir d'éléments provenant de Zastava, jusqu'en 1987.